# Ernesto Balbo Bertone di Sambuy
Pour les articles homonymes, voir Balbo Bertone di Sambuy, Balbo et Bertone.
Ernesto Balbo Bertone, comte di Sambuy (12 avril 1837, Vienne - 24 février 1909, Turin), est un homme politique italien.

## Biographie
Fils du général Vittorio Balbo Bertone di Sambuy, il devient maître des cérémonies à la cour de Turin. Conseiller municipal de Turin de 1868 à 1909, conseiller provincial de Turin de 1872 à 1905, il est maire de Turin de 1883 à 1886.
Sénateur du royaume d'Italie de 1870 à 1883, il fut vice-président du Sénat du royaume d'Italie de 1900 à 1902.
Il fut président de l'Accademia Albertina et de la Società promotrice di belle arti in Torino.
Il fut grand-croix de l'ordre des Saints-Maurice-et-Lazare et de l'ordre de la Couronne d'Italie, grand officier de l'ordre de Charles III d'Espagne, officier de l'ordre de l'Immaculée Conception de Vila Viçosa et chevalier de l'ordre de Sainte-Anne, de la Légion d'honneur et de l'ordre souverain de Malte.
Marié à Bonne de Ganay, fille de Charles-Alexandre de Ganay (en), petite-fille d'Antoine-Charles de Ganay et de James-Alexandre de Pourtalès, il est le père du maire Luigi Balbo Bertone di Sambuy (it).
Un jardin de Turin porte son nom.